# 2025-ös Formula–1 miami nagydíj
A miami nagydíj volt a 2025-ös Formula–1 világbajnokság hatodik futama, amelyet 2025. május 2. és május 4. között rendeztek meg a Miami International Autodrome versenypályán, Miami városában.

## Választható keverékek
| Abroncs              | Friss | Használt |
| -------------------- | ----- | -------- |
| Kemény keverék (C3)  |       |          |
| Közepes keverék (C4) |       |          |
| Lágy keverék (C5)    |       |          |
| Átmeneti esőgumi (I) |       |          |
| Teljes esőgumi (W)   |       |          |

## Szabadedzés
A miami nagydíj szabadedzését május 2-án, pénteken délután tartották, magyar idő szerint 18:30-tól.
| helyezés | versenyző             | csapat/motor                 | elért idő | különbség | futott kör |
| -------- | --------------------- | ---------------------------- | --------- | --------- | ---------- |
| 1.       | Oscar Piastri         | McLaren-Mercedes             | 1:27,128  | –         | 22         |
| 2.       | Charles Leclerc       | Ferrari                      | 1:27,484  | +0,356    | 22         |
| 3.       | Max Verstappen        | Red Bull-Honda RBPT          | 1:27,558  | +0,430    | 20         |
| 4.       | Carlos Sainz Jr.      | Williams-Mercedes            | 1:27,678  | +0,550    | 23         |
| 5.       | Alexander Albon       | Williams-Mercedes            | 1:27,955  | +0,827    | 25         |
| 6.       | Isack Hadjar          | Racing Bulls-Honda RBPT      | 1:27,968  | +0,840    | 23         |
| 7.       | George Russell        | Mercedes                     | 1:28,058  | +0,930    | 26         |
| 8.       | Cunoda Júki           | Red Bull-Honda RBPT          | 1:28,155  | +1,027    | 21         |
| 9.       | Andrea Kimi Antonelli | Mercedes                     | 1:28,227  | +1,099    | 28         |
| 10.      | Fernando Alonso       | Aston Martin Aramco-Mercedes | 1:28,243  | +1,115    | 24         |
| 11.      | Liam Lawson           | Racing Bulls-Honda RBPT      | 1:28,374  | +1,246    | 21         |
| 12.      | Lando Norris          | McLaren-Mercedes             | 1:28,391  | +1,263    | 21         |
| 13.      | Lewis Hamilton        | Ferrari                      | 1:28,556  | +1,428    | 20         |
| 14.      | Nico Hülkenberg       | Kick Sauber-Ferrari          | 1:28,573  | +1,445    | 13         |
| 15.      | Gabriel Bortoleto     | Kick Sauber-Ferrari          | 1:28,771  | +1,643    | 19         |
| 16.      | Oliver Bearman        | Haas-Ferrari                 | 1:28,996  | +1,868    | 22         |
| 17.      | Pierre Gasly          | Alpine-Renault               | 1:29,084  | +1,956    | 22         |
| 18.      | Esteban Ocon          | Haas-Ferrari                 | 1:29,179  | +2,051    | 19         |
| 19.      | Jack Doohan           | Alpine-Renault               | 1:29,357  | +2,229    | 22         |
| 20.      | Lance Stroll          | Aston Martin Aramco-Mercedes | 1:29,362  | +2,234    | 21         |

## Sprintidőmérő
A miami nagydíj sprintidőmérőjét május 2-án, pénteken délután tartották, magyar idő szerint 22:30-tól.
| helyezés              | rajtszám | versenyző             | csapat/motor                 | SQ1      | SQ2        | SQ3      | rajthely | futott kör |
| --------------------- | -------- | --------------------- | ---------------------------- | -------- | ---------- | -------- | -------- | ---------- |
| 1                     | 12       | Andrea Kimi Antonelli | Mercedes                     | 1:27,858 | 1:27,384   | 1:26,482 | 1        | 15         |
| 2                     | 81       | Oscar Piastri         | McLaren-Mercedes             | 1:27,951 | 1:27,354   | 1:26,527 | 2        | 12         |
| 3                     | 4        | Lando Norris          | McLaren-Mercedes             | 1:27,890 | 1:27,109   | 1:26,582 | 3        | 14         |
| 4                     | 1        | Max Verstappen        | Red Bull Racing-Honda RBPT   | 1:27,953 | 1:27,245   | 1:26,737 | 4        | 16         |
| 5                     | 63       | George Russell        | Mercedes                     | 1:27,688 | 1:27,666   | 1:26,791 | 5        | 15         |
| 6                     | 16       | Charles Leclerc       | Ferrari                      | 1:28,325 | 1:27,467   | 1:26,808 | 6        | 16         |
| 7                     | 44       | Lewis Hamilton        | Ferrari                      | 1:28,231 | 1:27,546   | 1:27,030 | 7        | 15         |
| 8                     | 23       | Alexander Albon       | Williams-Mercedes            | 1:27,859 | 1:27,697   | 1:27,193 | 8        | 15         |
| 9                     | 6        | Isack Hadjar          | Racing Bulls-Honda RBPT      | 1:28,394 | 1:27,773   | 1:27,543 | 9        | 12         |
| 10                    | 14       | Fernando Alonso       | Aston Martin Aramco-Mercedes | 1:28,455 | 1:27,766   | 1:27,790 | 10       | 13         |
| 11                    | 27       | Nico Hülkenberg       | Kick Sauber-Ferrari          | 1:28,542 | 1:27,850   |          | 11       | 9          |
| 12                    | 31       | Esteban Ocon          | Haas-Ferrari                 | 1:28,303 | 1:28,070   |          | 12       | 9          |
| 13                    | 10       | Pierre Gasly          | Alpine-Renault               | 1:28,345 | 1:28,167   |          | 13       | 9          |
| 14                    | 30       | Liam Lawson           | Racing Bulls-Honda RBPT      | 1:28,914 | 1:28,375   |          | 14       | 8          |
| 15                    | 55       | Carlos Sainz Jr.      | Williams-Mercedes            | 1:27,899 | idő nélkül |          | 15       | 8          |
| 16                    | 18       | Lance Stroll          | Aston Martin Aramco-Mercedes | 1:29,028 |            |          | 16       | 6          |
| 17                    | 7        | Jack Doohan           | Alpine-Renault               | 1:29,171 |            |          | 17       | 5          |
| 18                    | 22       | Cunoda Júki           | Red Bull Racing-Honda RBPT   | 1:29,246 |            |          | boxutca  | 5          |
| 19                    | 5        | Gabriel Bortoleto     | Kick Sauber-Ferrari          | 1:29,312 |            |          | 18       | 6          |
| 20                    | 87       | Oliver Bearman        | Haas-Ferrari                 | 1:29,825 |            |          | 19       | 5          |
| 107%-os idő: 1:33,826 |          |                       |                              |          |            |          |          |            |

## Sprintfutam
A miami nagydíj sprintfutamát május 3-án, szombat délelőtt tartották, magyar idő szerint 18:00-tól.
| helyezés | rajtszám | versenyző             | csapat/motor                 | futott kör | idő/kiesés oka | rajthely | pont |
| -------- | -------- | --------------------- | ---------------------------- | ---------- | -------------- | -------- | ---- |
| 1        | 4        | Lando Norris          | McLaren-Mercedes             | 18         | 36:37,647      | 3        | 8    |
| 2        | 81       | Oscar Piastri         | McLaren-Mercedes             | 18         | +0,672         | 2        | 7    |
| 3        | 44       | Lewis Hamilton        | Ferrari                      | 18         | +1,073         | 7        | 6    |
| 4        | 63       | George Russell        | Mercedes                     | 18         | +3,127         | 5        | 5    |
| 5        | 18       | Lance Stroll          | Aston Martin Aramco-Mercedes | 18         | +3,412         | 16       | 4    |
| 6        | 22       | Cunoda Júki           | Red Bull Racing-Honda RBPT   | 18         | +5,153         | boxutca  | 3    |
| 7        | 12       | Andrea Kimi Antonelli | Mercedes                     | 18         | +5,635         | 1        | 2    |
| 8        | 10       | Pierre Gasly          | Alpine-Renault               | 18         | +5,973         | 13       | 1    |
| 9        | 27       | Nico Hülkenberg       | Kick Sauber-Ferrari          | 18         | +6,153         | 11       |      |
| 10       | 6        | Isack Hadjar          | Racing Bulls-Honda RBPT      | 18         | +7,502         | 9        |      |
| 11       | 23       | Alexander Albon       | Williams-Mercedes            | 18         | +7,522         | 8        |      |
| 12       | 31       | Esteban Ocon          | Haas-Ferrari                 | 18         | +8,998         | 12       |      |
| 13       | 30       | Liam Lawson           | Racing Bulls-Honda RBPT      | 18         | +9,024         | 14       |      |
| 14       | 87       | Oliver Bearman        | Haas-Ferrari                 | 18         | +9,218         | 19       |      |
| 15       | 5        | Gabriel Bortoleto     | Kick Sauber-Ferrari          | 18         | +9,675         | 18       |      |
| 16       | 7        | Jack Doohan           | Alpine-Renault               | 18         | +9,909         | 17       |      |
| 17       | 1        | Max Verstappen        | Red Bull Racing-Honda RBPT   | 18         | +12,059        | 4        |      |
| Ki       | 14       | Fernando Alonso       | Aston Martin Aramco-Mercedes | 13         | ütközés        | 10       |      |
| Ki       | 55       | Carlos Sainz Jr.      | Williams-Mercedes            | 12         | defekt         | 15       |      |
| Ni       | 16       | Charles Leclerc       | Ferrari                      | 0          | baleset        | 6        |      |

## Időmérő edzés
A miami nagydíj időmérő edzését május 3-án, szombat délután tartották, magyar idő szerint 22:00-tól.
| helyezés              | rajtszám | versenyző             | csapat/motor                 | Q1       | Q2       | Q3       | rajthely | futott kör |
| --------------------- | -------- | --------------------- | ---------------------------- | -------- | -------- | -------- | -------- | ---------- |
| 1                     | 1        | Max Verstappen        | Red Bull Racing-Honda RBPT   | 1:26,870 | 1:26,643 | 1:26,204 | 1        | 18         |
| 2                     | 4        | Lando Norris          | McLaren-Mercedes             | 1:26,955 | 1:26,499 | 1:26,269 | 2        | 21         |
| 3                     | 12       | Andrea Kimi Antonelli | Mercedes                     | 1:27,077 | 1:26,606 | 1:26,271 | 3        | 20         |
| 4                     | 81       | Oscar Piastri         | McLaren-Mercedes             | 1:27,006 | 1:26,269 | 1:26,375 | 4        | 16         |
| 5                     | 63       | George Russell        | Mercedes                     | 1:27,014 | 1:26,575 | 1:26,385 | 5        | 20         |
| 6                     | 55       | Carlos Sainz Jr.      | Williams-Mercedes            | 1:27,098 | 1:26,847 | 1:26,569 | 6        | 20         |
| 7                     | 23       | Alexander Albon       | Williams-Mercedes            | 1:27,042 | 1:26,855 | 1:26,682 | 7        | 20         |
| 8                     | 16       | Charles Leclerc       | Ferrari                      | 1:27,417 | 1:26,948 | 1:26,754 | 8        | 20         |
| 9                     | 31       | Esteban Ocon          | Haas-Ferrari                 | 1:27,450 | 1:26,967 | 1:26,824 | 9        | 21         |
| 10                    | 22       | Cunoda Júki           | Red Bull Racing-Honda RBPT   | 1:27,298 | 1:26,959 | 1:26,943 | 10       | 21         |
| 11                    | 6        | Isack Hadjar          | Racing Bulls-Honda RBPT      | 1:27,301 | 1:26,987 |          | 11       | 13         |
| 12                    | 44       | Lewis Hamilton        | Ferrari                      | 1:27,279 | 1:27,006 |          | 12       | 15         |
| 13                    | 5        | Gabriel Bortoleto     | Kick Sauber-Ferrari          | 1:27,343 | 1:27,151 |          | 13       | 15         |
| 14                    | 7        | Jack Doohan           | Alpine-Renault               | 1:27,422 | 1:27,186 |          | 14       | 15         |
| 15                    | 30       | Liam Lawson           | Racing Bulls-Honda RBPT      | 1:27,444 | 1:27,363 |          | 15       | 14         |
| 16                    | 27       | Nico Hülkenberg       | Kick Sauber-Ferrari          | 1:27,473 |          |          | 16       | 9          |
| 17                    | 14       | Fernando Alonso       | Aston Martin Aramco-Mercedes | 1:27,604 |          |          | 17       | 9          |
| 18                    | 10       | Pierre Gasly          | Alpine-Renault               | 1:27,710 |          |          | boxutca  | 9          |
| 19                    | 18       | Lance Stroll          | Aston Martin Aramco-Mercedes | 1:27,830 |          |          | 18       | 9          |
| 20                    | 87       | Oliver Bearman        | Haas-Ferrari                 | 1:27,999 |          |          | 19       | 9          |
| 107%-os idő: 1:32,950 |          |                       |                              |          |          |          |          |            |

## Futam
A miami nagydíj futamát május 4-én, vasárnap délután tartották, magyar idő szerint 22:00-tól.
| helyezés | rajtszám | versenyző             | csapat/motor                 | futott kör | idő/kiesés oka   | rajthely | pont |
| -------- | -------- | --------------------- | ---------------------------- | ---------- | ---------------- | -------- | ---- |
| 1        | 81       | Oscar Piastri         | McLaren-Mercedes             | 57         | 1:28:51,587      | 4        | 25   |
| 2        | 4        | Lando Norris          | McLaren-Mercedes             | 57         | +4,630           | 2        | 18   |
| 3        | 63       | George Russell        | Mercedes                     | 57         | +37,644          | 5        | 15   |
| 4        | 1        | Max Verstappen        | Red Bull Racing-Honda RBPT   | 57         | +39,956          | 1        | 12   |
| 5        | 23       | Alexander Albon       | Williams-Mercedes            | 57         | +48,067          | 7        | 10   |
| 6        | 12       | Andrea Kimi Antonelli | Mercedes                     | 57         | +55,502          | 3        | 8    |
| 7        | 16       | Charles Leclerc       | Ferrari                      | 57         | +57,036          | 8        | 6    |
| 8        | 44       | Lewis Hamilton        | Ferrari                      | 57         | +1:00,186        | 12       | 4    |
| 9        | 55       | Carlos Sainz Jr.      | Williams-Mercedes            | 57         | +1:00,577        | 6        | 2    |
| 10       | 22       | Cunoda Júki           | Red Bull Racing-Honda RBPT   | 57         | +1:14,434        | 10       | 1    |
| 11       | 6        | Isack Hadjar          | Racing Bulls-Honda RBPT      | 57         | +1:14,602        | 11       |      |
| 12       | 31       | Esteban Ocon          | Haas-Ferrari                 | 57         | +1:22,006        | 9        |      |
| 13       | 10       | Pierre Gasly          | Alpine-Renault               | 57         | +1:30,445        | boxutca  |      |
| 14       | 27       | Nico Hülkenberg       | Kick Sauber-Ferrari          | 56         | +1 kör           | 16       |      |
| 15       | 14       | Fernando Alonso       | Aston Martin Aramco-Mercedes | 56         | +1 kör           | 17       |      |
| 16       | 18       | Lance Stroll          | Aston Martin Aramco-Mercedes | 56         | +1 kör           | 18       |      |
| Ki       | 30       | Liam Lawson           | Racing Bulls-Honda RBPT      | 36         | baleseti sérülés | 15       |      |
| Ki       | 5        | Gabriel Bortoleto     | Kick Sauber-Ferrari          | 30         | motorhiba        | 13       |      |
| Ki       | 87       | Oliver Bearman        | Haas-Ferrari                 | 27         | motorhiba        | 19       |      |
| Ki       | 7        | Jack Doohan           | Alpine-Renault               | 0          | defekt           | 14       |      |

## A világbajnokság állása a verseny után
| H   | Versenyzők            | Pont | H   | Konstruktőrök                | Pont |
| --- | --------------------- | ---- | --- | ---------------------------- | ---- |
| 1.  | Oscar Piastri         | 131  | 1.  | McLaren-Mercedes             | 246  |
| 2.  | Lando Norris          | 115  | 2.  | Mercedes                     | 141  |
| 3.  | Max Verstappen        | 99   | 3.  | Red Bull Racing-Honda RBPT   | 105  |
| 4.  | George Russell        | 93   | 4.  | Ferrari                      | 94   |
| 5.  | Charles Leclerc       | 53   | 5.  | Williams-Mercedes            | 37   |
| 6.  | Andrea Kimi Antonelli | 48   | 6.  | Haas-Ferrari                 | 20   |
| 7.  | Lewis Hamilton        | 41   | 7.  | Aston Martin Aramco-Mercedes | 14   |
| 8.  | Alexander Albon       | 30   | 8.  | Racing Bulls-Honda RBPT      | 8    |
| 9.  | Esteban Ocon          | 14   | 9.  | Alpine-Renault               | 7    |
| 10. | Lance Stroll          | 14   | 10. | Kick Sauber-Ferrari          | 6    |

(A teljes táblázat)

## Statisztikák
- Vezető helyen:
  - Max Verstappen: 13 kör (1-13)
  - Oscar Piastri: 44 kör (14-57)
- Max Verstappen 43. pole-pozíciója.
- Lando Norris 16. versenyben futott leggyorsabb köre.
- Oscar Piastri 6. futamgyőzelme.
- A McLaren 194. futamgyőzelme.
- A McLaren 51. kettős győzelme.[1]
- Oscar Piastri 15., Lando Norris 31., és George Russell 19. dobogós helyezése.
- A McLaren lett az első csapat, amely sprint és -a vasárnapi futamon is kettős győzelmet aratott.[1]